# Самовила
Самови́ла (болг. Самовила) — село в Кирджалійській області Болгарії. Входить до складу общини Крумовград.

## Населення
За даними перепису населення 2011 року у селі проживали 72 особи, з них 70 осіб (97,2%) — турки.
Розподіл населення за віком у 2011 році:
Динаміка населення: